# Polylepion
 Polylepion és un gènere de peixos de la família dels làbrids i de l'ordre dels perciformes.

## Taxonomia
- Polylepion cruentum (Gomon, 1977)[2]
- Polylepion russelli (Gomon i Randall, 1975)[3][4][5]